# Albigowa
Albigowa is een plaats in het Poolse district  Łańcucki, woiwodschap Subkarpaten. De plaats maakt deel uit van de gemeente Łańcut en telt 2900 inwoners.